# Roger (Montreuil)
Roger († nach 957) war ein Graf von Montreuil im 10. Jahrhundert, als Nachfolger seines 945 gefallenen Vaters Herluin.
Roger wird noch zu Lebzeiten seines Vaters erwähnt, als er 943 Montreuil gegen einen erneuten Angriff des Grafen Arnulf I. von Flandern verteidigte. Letztmals wird er 957 genannt, immer noch in Feindschaft zum Grafen von Flandern stehend.
Roger hatte einen Sohn namens Hugo, der 961 starb und in Saint-Rémy bestattet wurde. Spätestens zu diesem Zeitpunkt fiel Montreuil unter eine dauernde Kontrolle der Grafen von Flandern, die erst 981 durch Hugo Capet beendet wurde, der nun seinen Gefolgsmann Hugo von Abbeville zum Herrn des gesamten Ponthieu machte.

## Quelle
- Flodoard von Reims, Annales, chronica et historiae aevi Saxonici, hrsg. von Georg Heinrich Pertz in MGH SS 3 (1839), S. 389, 404 und 405